# Irene Browne
Pour les articles homonymes, voir Browne.
Irene Browne (29 juin 1896 - 24 juillet 1965) est une actrice et chanteuse britannique née et morte à Londres.

## Filmographie partielle
- 1929 : The Letter, de Jean de Limur
- 1933 : Cavalcade, de Frank Lloyd
- 1933 : Peg o' My Heart, de Robert Z. Leonard
- 1933 : La Phalène d'argent (Christopher Strong), de Dorothy Arzner
- 1933 : Berkeley Square, de Frank Lloyd
- 1938 : Pygmalion, de Anthony Asquith et Leslie Howard
- 1941 : The Prime Minister
- 1941 : Kipps
- 1948 : Les Chaussons rouges (The Red Shoes), de Michael Powell et Emeric Pressburger
- 1948 : Quartet
- 1949 : Les Amours de Lord Byron (The Bad Lord Byron) de David MacDonald
- 1951 : Le Grand Choc (The House in the Square)
- 1957 : Il était un petit navire (Barnacle Bill), de Charles Frend
- 1959 : Teddy Boys (Serious Charge) de Terence Young
- 1963 : The Wrong Arm of the Law